# Cutting Edge
Cutting Edge is een vzw die cultuur bij een breed publiek brengt door recensies en evenementen. De redactie van de cultuursite voor concerten, muziek, boeken, strips, films, theater, games, radio en televisie werkt op vrijwillige basis. In 2011 stonden er 114 redacteurs vermeld.
De vereniging werd opgericht in 2003 door Kevin Major, Heidi Lenaerts en Tim Vanderbeken, maar Lenaerts en Vanderbeken verlieten de vereniging in 2004. In 2006 werden de Cutting Edge Awards voor het eerst uitgereikt in Gent die sindsdien jaarlijks de beste culturele output bekronen.
In 2008 werd het eerste Easter Edge Festival georganiseerd in Antwerpen. In 2010 startte de vereniging een werking in Nederland.

## Cutting Edge Awards
|      | Datum & locatie             | Beste album | Beste concert                                                                              | Beste film                                                    | Beste game                                         | Beste boek | Beste strip | Beste Boek illustratie                         | Beste theater                                         | Beste radio                                         | Beste TV                                                                                      | Talent van het jaar                        | Influence Award             |
| ---- | --------------------------- | --- | ------------------------------------------------------------------------------------------ | ------------------------------------------------------------- | -------------------------------------------------- | --- | --- | ---------------------------------------------- | ----------------------------------------------------- | --------------------------------------------------- | --------------------------------------------------------------------------------------------- | ------------------------------------------ | --------------------------- |
| 2019 | 22 maart                    | België: Essential (Soulwax) Wereld: Bottle It In (Kurt Vile) | België: Melanie De Biasio en Stikstof Wereld: David Byrne                                  | België: Girl Wereld: Call Me By Your Name                     | Red Dead Redemption II                             | België: Grand hotel Europa (Ilja Leonard Pfeijffer) Vertaald: Materiaalmoeheid (Marek Sindelka)                | België: Van roken ga je dood (Thijs Desmet) Wereld: Totem (Nicolas Wauters en Mikael Ross)                                               | Geen                                           | JR (FC Bergman)                                       | Palaver (podcast van Edouard De Prez)               | Fictie: De Dag (vier) Non-fictie: Down the road (één) Wereld: The Handmaid's Tale             | Geen                                       | Geen                        |
| 2018 | 5 maart Handelsbeurs        | België, mainstream: Warhaus (Warhaus) België, underground: Moral 2 (Roméo Elvis) Wereld, mainstream: A Deeper Understanding (War on Drugs) Wereld, underground: The Animal Spirits (James Holden & The Animal Spirits) | België:Stuff. (Gent Jazz) Wereld: Eddie Vedder (Lotto Arena)                               | België: Le Fidèle Wereld: Dunkirk                             | Super Mario Odyssey                                | België: Halleluja (Annelies Verbeke) Wereld: Cocaïne (Aleksandr Skorobogatov)                                  | België: De Kronieken van Amoras: Krimson 1 (Cambré & Legendre) Wereld: Nick Cave - Mercy on Me. De getekende biografie (Reinhard Kleist) | Geen                                           | Platform / Onderworpen (Action Zoo Humain & NT Gent)  | Engelen & Chedraoui (Studio Brussel)                | Fictie: Tabula Rasa (één) Non-fictie: Radio Gaga (één) Wereld: Big Little Lies                | Majestic Sun                               | Marc De Bel                 |
| 2017 | 6 maart Arenbergschouwburg  | België, populair: Echo (Bazart) België, alternatief: Calais (Het Zesde Metaal) Wereld, populair: A You want it darker (Leonard Cohen) Wereld, alternatief: Malibu (Anderson .Paak)                                     | België: Bazart Wereld: Adele (Sportpaleis)                                                 | België: Belgica Wereld: The Revenant                          | Pokémon GO                                         | België: Wil (Jeroen Olyslaegers) Vertaald: Een klein leven (Hanya Yanagihara)                                  | België: Wolven (Ward Zwart en Enzo Smits) Wereld: Patience (Daniel Clowes)                                                               | Geen                                           | Sneeuw (NT Gent)                                      | De Roo & Byloo (Studio Brussel)                     | Fictie: Callboys (vier) Non-fictie: Radio Gaga (één) Wereld: Stranger Things                  | The Lighthouse                             | Jan Eelen                   |
| 2016 | 16 maart Arenbergschouwburg | België: Thin walls (Balthazar) Wereld: To pimp a butterfly (Kendrick Lamar) | België: Evil Superstars (Pukkelpop) Wereld: Tame Impala (Pukkelpop)                        | België: Black Wereld: The Lobster                             | Super Mario Maker                                  | België: Wat alleen wij horen (Saskia De Coster) Wereld: De jongen die nooit heeft bestaan (Sjón)               | België: Wij Twee Samen (Ephameron) Wereld: Vier Jaargetijden (Cyril Pedrosa)                                                             | Geen                                           | Revue ravage - dood van een politicus (KVS & NT Gent) | Linde at Your Service (Studio Brussel)              | Fictie: Bevergem (Canvas) Non-fictie: De Ideale Wereld (VIER) Wereld: Orange Is the New Black | Fitzgerald                                 | Ayco Duyster & Eppo Janssen |
| 2015 | 13 maart Arenbergschouwburg | België: Entity (Oscar and the Wolf) Wereld: St. Vincent (St. Vincent) | België: Stromae (Lotto Arena) Wereld: Arcade Fire (Sportpaleis)                            | België: Image Wereld: Boyhood                                 | South Park: The Stick of Truth & Broken age: act 1 | België: Het hout (Jeroen Brouwers) Wereld: De gouden kooi (Anna Castagnoli)                                    | België: Het zotte geweld (Joris Vermassen) Wereld: Stomp (Stéphan Colman & Eric Maltaite)                                                | De gouden kooi (Carll Cneut en Leen Depoorter) | Zoutloos (Studio Orka)                                | Mosselen om half twee (podcast van Xander De Rycke) | België: Safety First (VTM) Wereld: Doctor Who                                                 | Leonore                                    | Manu & Michiel Beers        |
| 2014 | 1 maart Handelsbeurs        | België: Racine carrée (Stromae) Wereld: A.M. (Arctic Monkeys) | België: Balthazar (Cactusfestival) Wereld: Arctic Monkeys (Vorst Nationaal)                | België: Het vonnis Wereld: Gravity                            | Grand Theft Auto V                                 | België: Wij en ik (Saskia De Coster) Wereld: De zoon (Philipp Meyer)                                           | België: Zazagravures (Zaza) Wereld: De toorn van Fantomas 1: Onthoofd (Julie Rocheleau & Olivier Bocquet)                                | Vooruit Gent 1913 - 2013                       | Romeo & Julia (Het Paleis)                            | Joos (Radio 1)                                      | België: Eigen kweek (één Wereld: Breaking Bad                                                 | Woolly                                     | Guy Mortier                 |
| 2013 | 23 februari Handelsbeurs    | België: Rats (Balthazar) Wereld: Bloom ( Beach House) | België: Netsky (Pukkelpop) Wereld: Jay-Z en Kanye West (Sportpaleis)                       | België: The Broken Circle Breakdown Wereld: Amour             | Assassins Creed III                                | België: De man zonder ziekte (Arnon Grunberg) Wereld: Een hologram voor de koning (Dave Eggers)                | geen | geen                                           | Een lolita (NTGent)                                   | Hammertime (StuBru)                                 | België: Quiz Me Quick één Wereld: Game of Thrones                                             | Soldier's Heart                            | Janine Bischops             |
| 2012 | 3 februari Vooruit          | België: Entropology (School is Cool) Wereld: Ceremonials (Florence and the Machine) | België: Arsenal (Lokerse Feesten) Wereld: Coldplay (Rock Werchter)                         | België: Rundskop Wereld: The Tree of Life                     | The Legend of Zelda: Skyward Sword                 | België: Bloedgetuigen (Johan de Boose) Wereld: De kaart en het gebied (Michel Houellebecq)                     | geen | geen                                           | Kinderen van de zon (NTGent & Toneelgroep Amsterdam)  | Vrienden van de radio (StuBru)                      | België: Basta (één) Wereld: De wereld draait door                                             | Suburban Sun (Aegis) Geppetto & The Whales | Urbanus                     |
| 2011 | 21 januari Vooruit          | België: De ideale man (Bart Peeters) Wereld: High violet(The National) | België: Black Box Revelation (Lokerse Feesten) Wereld: Queens of the Stone Age (Pukkelpop) | België: Mr. Nobody Wereld: Inception                          | FIFA 11                                            | België: Congo, een geschiedenis (David Van Reybrouck) Wereld: 1q84 (deel 1+2) (Haruki Murakami)                | geen | geen                                           | Je zal alles worden (Wouter Deprez)                   | Mish mash (StuBru)                                  | België: Zonde van de zendtijd (canvas) Wereld: Top Gear                                       | Chloë & The Lonesome Cowboy                | Herman Brusselmans          |
| 2010 | 30 januari Charlatan        | België: Absynthe Minded (Absynthe Minded) Wereld: In this light and on this evening (Editors) | België: Triggerfinger (AB Brussel) Wereld: Muse (Sportpaleis)                              | België: De helaasheid der dingen Wereld: Inglourious Basterds | Call of duty: modern warfare 2                     | België: Sprakeloos (Tom Lanoye) Wereld: De eenzaamheid van de priemgetallen (Paolo Giordano)                   | 'geen | geen                                           | Adams Appels (Toneelhuis)                             | Sound of Sam (StuBru)                               | België: Van vlees en bloed (één Wereld: House MD                                              | Bristol Blonde                             | dEUS                        |
| 2009 | 31 januari Charlatan        | België: Vantage point (dEUS) Wereld: Viva la vida (Coldplay) | België: dEUS (AB Brussel) Wereld: Coldplay (Sportpaleis)                                   | België: Loft Wereld: No Country for Old Men                   | FIFA 09                                            | België: Godverdomse dagen op een godverdomse bol (Dimitri Verhulst) Wereld: Na de aardbeving (Haruki Murakami) | geen | geen                                           | De koning sterft (NTGent)                             | Tomas staat op (StuBru)                             | België: Neveneffecten2 (Canvas) Wereld: Top Gear                                              |                                            |                             |
| 2008 | 1 februari Charlatan        | België: The president of the LSD golf club (Hooverphonic) Wereld: The flying club cup (Beirut) | België: Clouseau (Sportpaleis) Wereld: 65 Days of Static (De Singel)                       | België: Ben X Wereld: Blood Diamond                           | FIFA 08                                            | België: Held (Saskia De Coster) Wereld: Harry Potter en de relieken van de dood (JK Rowling)                   | geen | geen                                           | Genesis (Kopspel)                                     | Studio Brussel                                      | België: De weg naar Mekka (Canvas Wereld: The Sopranos S6                                     |                                            |                             |
| 2007 | ?                           | België: Wild dream of new beginnings (Admiral Freebee) Wereld: Rudebox (Robbie Williams) | Clouseau in 't dubbel (Sportpaleis)                                                        | België: De hel van Tanger Wereld: Babel                       | Gears of war                                       | België: Het derde huwelijk (Tom Lanoye) Wereld: De gevangene (John Grisham)                                    | geen | geen                                           | W@=d@ (Het Paleis)                                    | De Grote Peter Van de Veire Ochtendshow (StuBru)    | België: Willy's en Marjetten (één)                                                            |                                            |                             |
| 2006 | ?                           | België: Pocket revolution (dEUS) Wereld: X&Y (Coldplay) | U2 (Koning Boudewijnstadion)                                                               | België: De indringer Wereld: Million dollar baby              | The Sims 2                                         | België: De engelenmaker (Stefan Brijs) Wereld: Harry Potter en de halfbloed prins (JK Rowling)                 | geen | geen                                           | Oliver Twist (Geert Allaert)                          | Wim Oosterlinck (StuBru)                            | België: Het eiland (één)                                                                      |                                            |                             |